# العلاقات الأرمنية اليونانية
العلاقات الأرمينية اليونانية هي العلاقات الثنائية التي تجمع بين أرمينيا واليونان.

## مقارنة بين البلدين
هذه مقارنة عامة ومرجعية للدولتين:
| وجه المقارنة                                              | أرمينيا                    | اليونان                                                                             |
| --------------------------------------------------------- | -------------------------- | ----------------------------------------------------------------------------------- |
| المساحة (كم2)                                             | 29.74 ألف                  | 131.96 ألف                                                                          |
| عدد السكان (نسمة)                                         | 2.93 مليون                 | 10.76 مليون                                                                         |
| الكثافة السكانية (ن./كم²)                                 | 98.52                      | 81.54                                                                               |
| العاصمة                                                   | يريفان                     | أثينا، نافبليو                                                                      |
| اللغة الرسمية                                             | لغة أرمنية                 | لغة يونانية، اليونانية الديموطيقية ‏                                                 |
| العملة                                                    | درام أرميني                | يورو، دراخما، فينيكس يوناني ‏                                                        |
| الناتج المحلي الإجمالي (بليون دولار)                      | 11.54 مليار                | 200.29 مليار                                                                        |
| الناتج المحلي الإجمالي (تعادل القوة الشرائية) بليون دولار | 25.41 مليار                | 285.45 مليار                                                                        |
| الناتج المحلي الإجمالي الاسمي للفرد دولار أمريكي          | 3.49 ألف                   | 18.00 ألف                                                                           |
| الناتج المحلي الإجمالي للفرد دولار أمريكي                 | 8.07 ألف                   | 26.85 ألف                                                                           |
| مؤشر التنمية البشرية                                      | 0.743                      | 0.865                                                                               |
| رمز المكالمات الدولي                                      | +374                       | +30                                                                                 |
| رمز الإنترنت                                              | .am، .հայ ‏                 | .gr                                                                                 |
| المنطقة الزمنية                                           | ت ع م+04:00، توقيت أرمينيا | توقيت شرق أوروبا، ت ع م+02:00، ت ع م+03:00، توقيت شرق أوروبا الصيفي ‏، أوروبا/أثينا ‏ |

## مدن متوأمة
في ما يلي قائمة باتفاقيات التوأمة بين مدن أرمينية ويونانية:
- ترتبط يريفان مع أثينا باتفاقية توأمة منذ 1998.[15][15][15][15]

## منظمات دولية مشتركة
يشترك البلدان في عضوية مجموعة من المنظمات الدولية، منها:
| علم المنظمة | اسم المنظمة                               | تاريخ انضمام أرمينيا | تاريخ انضمام اليونان |
| ----------- | ----------------------------------------- | -------------------- | -------------------- |
|             | وكالة ضمان الاستثمار متعدد الأطراف        | 5 ديسمبر 1995        | 30 أغسطس 1993        |
|             | الأمم المتحدة                             | 2 مارس 1992          | 25 أكتوبر 1945       |
|             | الفريق المعني برصد الأرض                  | ?                    | ?                    |
|             | منظمة حظر الأسلحة الكيميائية              | ?                    | ?                    |
|             | منظمة التجارة العالمية                    | 5 فبراير 2003        | 1995                 |
|             | منظمة الشرطة الجنائية الدولية             | ?                    | ?                    |
|             | منظمة الأمن والتعاون في أوروبا            | 30 يناير 1992        | 25 يونيو 1973        |
|             | مؤسسة التنمية الدولية                     | 25 أغسطس 1993        | 9 يناير 1962         |
|             | يونسكو                                    | 9 يونيو 1992         | 4 نوفمبر 1946        |
|             | مجلس أوروبا                               | 25 يناير 2001        | 9 أغسطس 1949         |
|             | الاتحاد البريدي العالمي                   | ?                    | ?                    |
|             | البنك الدولي للإنشاء والتعمير             | 16 سبتمبر 1992       | 27 ديسمبر 1945       |
|             | منظمة التعاون الاقتصادي للبحر الأسود      | ?                    | ?                    |
|             | الاتحاد الدولي للاتصالات                  | 30 يونيو 1992        | 1866                 |
|             | مؤسسة التمويل الدولية                     | 18 أبريل 1995        | 26 سبتمبر 1957       |
|             | المنظمة الأوروبية لسلامة الملاحة الجوية   | 2006                 | 1988                 |
|             | المركز الدولي لتسوية المنازعات الاستشارية | 16 أكتوبر 1992       | 21 مايو 1969         |

## وصلات خارجية
- موقع وزارة الخارجية الأرمينية
- موقع وزارة الخارجية اليونانية